# Polyalthia microsepala
Polyalthia microsepala är en kirimojaväxtart som beskrevs av Friedrich Ludwig Diels. Polyalthia microsepala ingår i släktet Polyalthia och familjen kirimojaväxter. Inga underarter finns listade i Catalogue of Life.